# Diego Naselli (ammiraglio)
Diego Naselli d'Aragona (Castellammare del Golfo, 20 settembre 1754 – Resìna, 4 marzo 1832) è stato un ammiraglio e politico italiano, che fu Viceammiraglio della Real Marina delle Due Sicilie, Ministro della guerra del Regno di Sicilia e Ministro di Guerra e Marina del regno delle Due Sicilie dal 1815 al 1820.

## Biografia
Di nobile famiglia siciliana, figlio quintogenito di Luigi Naselli, principe d’Aragona, fu avviato alla carriera militare e si diplomò alla Reale accademia di marina come guardiamarina. Nel 1784 raggiunse il grado di tenente di vascello e partecipò alla spedizione di Algeri.
Nel 1798 fu posto al comando della fregata Cerere. Durante il decennio francese seguì re Ferdinando IV di Borbone in Sicilia. Gli fu affidata gestione finanziaria della Real Marina e nel luglio 1813 fu nominato maresciallo di campo e divenne Ministro della Guerra del Regno di Sicilia. Nel maggio 1815 seguì il sovrano a Napoli e in agosto, fu investito anche dell’interim della Marina napoletana.
Nel gennaio 1817 divenne ministro di Guerra e Marina del nuovo Regno delle Due Sicilie, e nel 1818 aggiunse l'interim degli Affari interni.
Raggiunto il grado di tenente generale, nell'aprile 1820 fu nominato Luogotenente generale di Sicilia al posto del principe Francesco di Borbone, ma scoppiata la rivolta nell'isola e persa Palermo, tornò a Napoli, dove il 19 luglio fu destituito da tutti gli incarichi. Nel 1822 fu insignito comunque del grado di vice ammiraglio della Real Marina delle Due Sicilie.